# Achetaria floribunda
Achetaria floribunda là một loài thực vật có hoa trong họ Mã đề. Loài này được (Benth.) Kuntze mô tả khoa học đầu tiên năm 1891.